# 源氏物語年立 (一条兼良)
『源氏物語年立』（げんじものがたりとしだて、げんじものがたりとしだち）とは、一条兼良の著作であり、『源氏物語』の体系的な年立としては最初のものである。伝本によっては『源氏物語諸巻年立』（げんじものがたりしょかんとしだて、げんじものがたりしょかんとしだち）と題されていることもある。

## 概要
本書は、1472年（文明4年）成立の一条兼良による全巻に亘る注釈書『花鳥余情』に先行する1453年（享徳2年）6月の成立とされる。『源氏物語』の作品内における登場人物の年齢や年立についての考察は、『奥入』、『弘安源氏論議』や『河海抄』などこれ以前の注釈書においてもある程度は触れられてはいたものの、本書のような『源氏物語』の全体にわたる体系的な年立がまとめ上げられたのは、『源氏物語』の注釈の歴史の中で初めてのことである。
序文において「五十四帖のとしだちをしるす」ものであると説明されており、一部の伝本の巻頭に附されている詳細な自序には「漢家の詩文には年譜目録というものありて所作の前後昇進の年月をかうかへみるにその使をえたりしかるに源氏物語五十四帖において諸家の注釈これおほしといへどもいまだ一部のとしだちをみすこれによりて冷泉院の御誕生つねの人にかはることなしといへども旧説に三年胎内にましますといへり又かほる大将の昇進たけ河紅梅よりのちの宇治の巻のうつりに相違のことおほし水原河海の諸抄にも筆をさしをかれ侍りきいま愚意のおもふところいさゝか詩文の例になすらへて五十四帖のとしたちをしるすそのうちきりつほよりまほろしの巻まては光君の年齢をもて巻をさため匂の巻より宇治十帖にいたりては薫大将の昇進をもて段をわかてりたとへはなつゝをもて天津空をうかゝほはまぐりをもてわたつ海をはかるかことしかならす伝聞の人にあひてそのあやまりをたゞさむことわがのぞむ所なりといへり　享徳みつのとりのとし六月にこれをしるす」と記されている。
これ以前の『源氏物語』の注釈では、単純に各巻がそれぞれ一つ前の巻で描かれている出来事に続く時点の出来事を描いていることを前提にして解釈を加えているものが多く、例えば『弘安源氏論議』では冷泉帝について懐妊が明らかにされてから生まれるまでの各巻の記述を追って季節を重ねた結果「冷泉帝は母の胎内に三年いた」との結論を導きだし、「偉大な人物は母の胎内に三年いたとされる」として聖徳太子などいくつかの事例を引いて中世的・神秘的な説明を加えている。これに対し一条兼良は、『源氏物語』には作中に描かれていない期間が存在したり、各巻で描かれる時間帯に「重なり」が存在したりするとして上記の冷泉帝が母の胎内にいた期間についても何ら不自然な点は存在しないと結論づけている。

## 伝本
写本には1巻仕立てと2巻仕立てがあり、2巻仕立ての場合には、桐壺から真木柱までと梅枝から夢浮橋までに分かれる。版本は2巻仕立てになっており、内容の分け方は2巻仕立ての写本の場合と同じである。